# Оберурзель
Оберурзель (нім. Oberursel) — місто в Німеччині, знаходиться в землі Гессен. Підпорядковується адміністративному округу Дармштадт. Входить до складу району Верхній Таунус.
Площа — 45,31 км2. Населення становить 46 678 ос. (станом на 31 грудня 2020).
Місто фактично зливається з Франкфуртом і пов'язане з ним електричкою S5 та лінією метротраму U3. З іншого боку, місто примикає до Бад-Хомбурга. Місто витягнуте і з півночі входить до передгір'я Таунуса.

## Історія
Перша згадка про поселення «Урселла» припадає на 791 рік, коли його було передано у володіння Лоршської обителі.
Скоріш за усе назва міста пов'язана зі святою Урсулою, бо на гербі міста саме вона в одній руці корабельний штурвал, а в іншій — стріли.
Під час Тридцятирічної війни місто було двічі в 1622 і 1645 зруйновано. У 1806 р. перейшло під владу герцогства Нассау. У 1860 рік було проведено залізничне сполучення, проте пасажирський рух було розпочато лише наприкінці XIX століття. Після Австро-прусської війни місто опинилося під владою Пруссії.
На початку 40-х років XX століття в місті Оберурзель був табір військовополонених, де містилися британські і американські льотчики. 30 березня 1945 року місто зайняли американські війська.
Одразу після II світової війни у місті знаходився фільтраційний табір, де збирали нацистських злочинців перед Нюрнберзьким трибуналом для відправлення на суд до Нюрнберга.
З утворенням ФРН входить у землю Гессен.

## Транспорт
У 1899 році в місті була введена в експлуатацію пасажирська залізниця, яка працює і зараз.
Ходить лінія U3 Франкфуртського штадтбану та електричка S5. Діє декілька автобусних маршрутів.

## Культура
Оберузель багатий на туристично привабливі місця. Центр забудовано 200-річними будинками. Збереглися богатьох водяних млинів.
На ринковій площі є фонтан Святої Урсули, вона також зображена на гербі міста.

### Музеї
У місті працюють музеї:

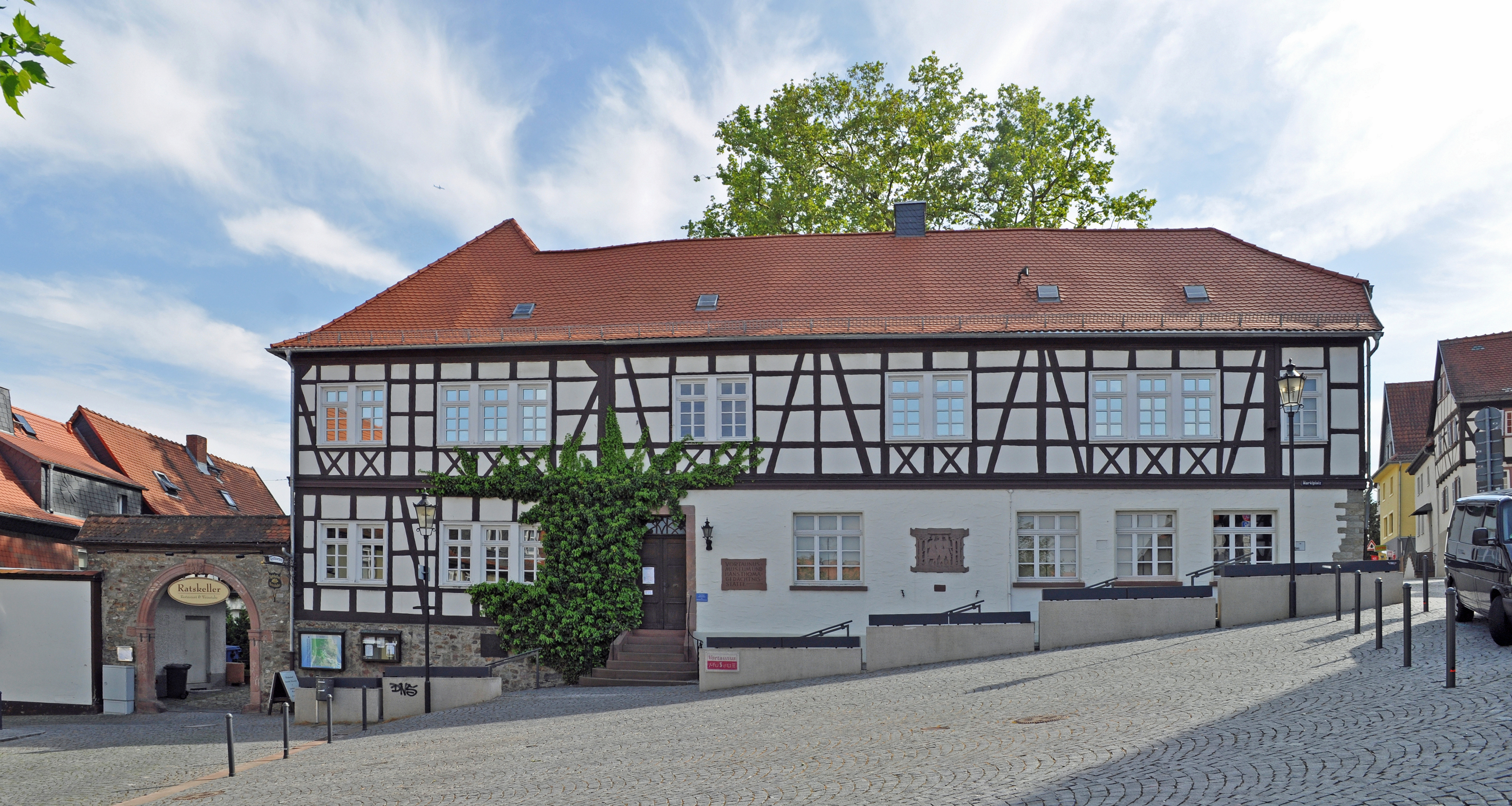
Краєзнавчий музей

- Краєзнавчий музей (Vortaunusmuseum)
- Музей двигунів (Werksmuseum Motorenfabrik Oberursel) на підприємстві Rolls-Royce.
- Музей на вежі «Високий дозор» показує історію церкви Св. Урсули та її церковної вежі за останні 1000 років.
- Музей дерев'яних виробів

### Бібліотека
Міська бібліотека Оберурзеля
адреса: Eppsteiner Str. 16-18, 61440 Oberursel (Taunus)

### Штадтхол
Концертний зал для виступів

### Фестивалі
Традиційно мешканці регіону виробляють та вживають яблучне вино. Щорічно проводиться фестиваль яблучного вина, на якому серед виробників обирають короля на 1 рік.

### Спорт
- Відкритий і критий басейн TaunaBad Oberursel [3]
- Тенісний клуб (зоснован у 1901 році) [4]

### Фонтани
В Оберурзелі багато фонтанів-джерел (нім. brunnen), і їх кількість постійно збільшується. Але усі вони декоративі, воду з них пити не можна.,

### Парки
Через місто течуть струмки: Струмок Урсули (Urselbach), «Копаний до млина» (Mühlgraben), та малий Струмок Урсули (Urselbach).
Парки Рашмур (Rushmoorpark) та Роздумів розташовані навкруги ставків на малому струмку Урсули.
На південному заході міста починається національний парк Таунус з численними лісовими стежками. Гори Алькеніг нім. Altkönig (798 м.), Вайсмауер  нім. Weiße Mauer (634 м.), Гросе Фельдберг нім. Großer Feldberg (881 м.) привабливі для туристів.  
Туристично-інформаційний центр Таунус  забезпечує мапами та буклетами.
На вершині гори Алькеніг розташована Кільцева стіна Альткеніг (нім.)  — доісторичне укріплення в Таунусі, яке датується раннім латенським періодом (близько 400 р. до н. е.). Латенська культура є носієм культури з V століття до н.е.

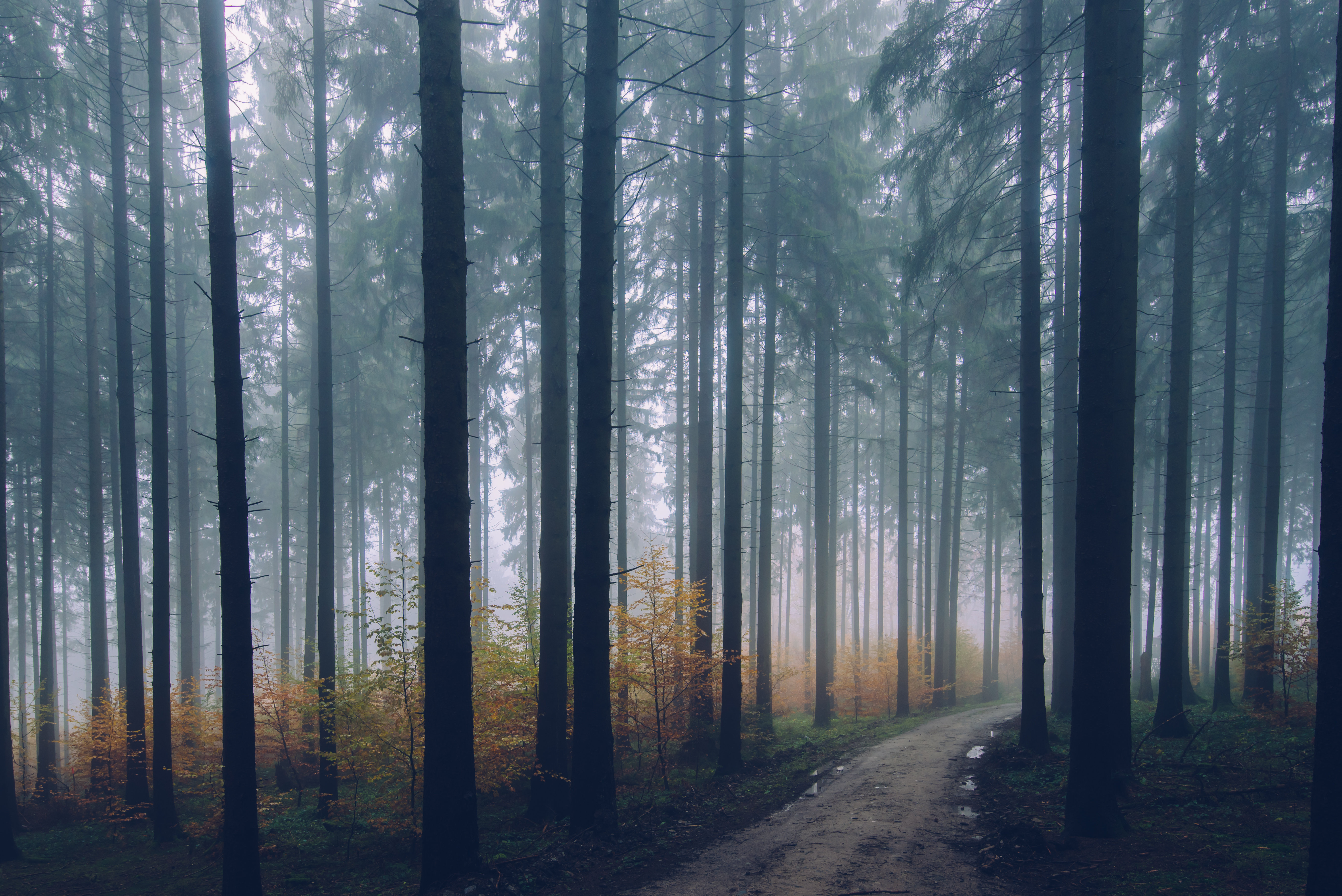
Таунус
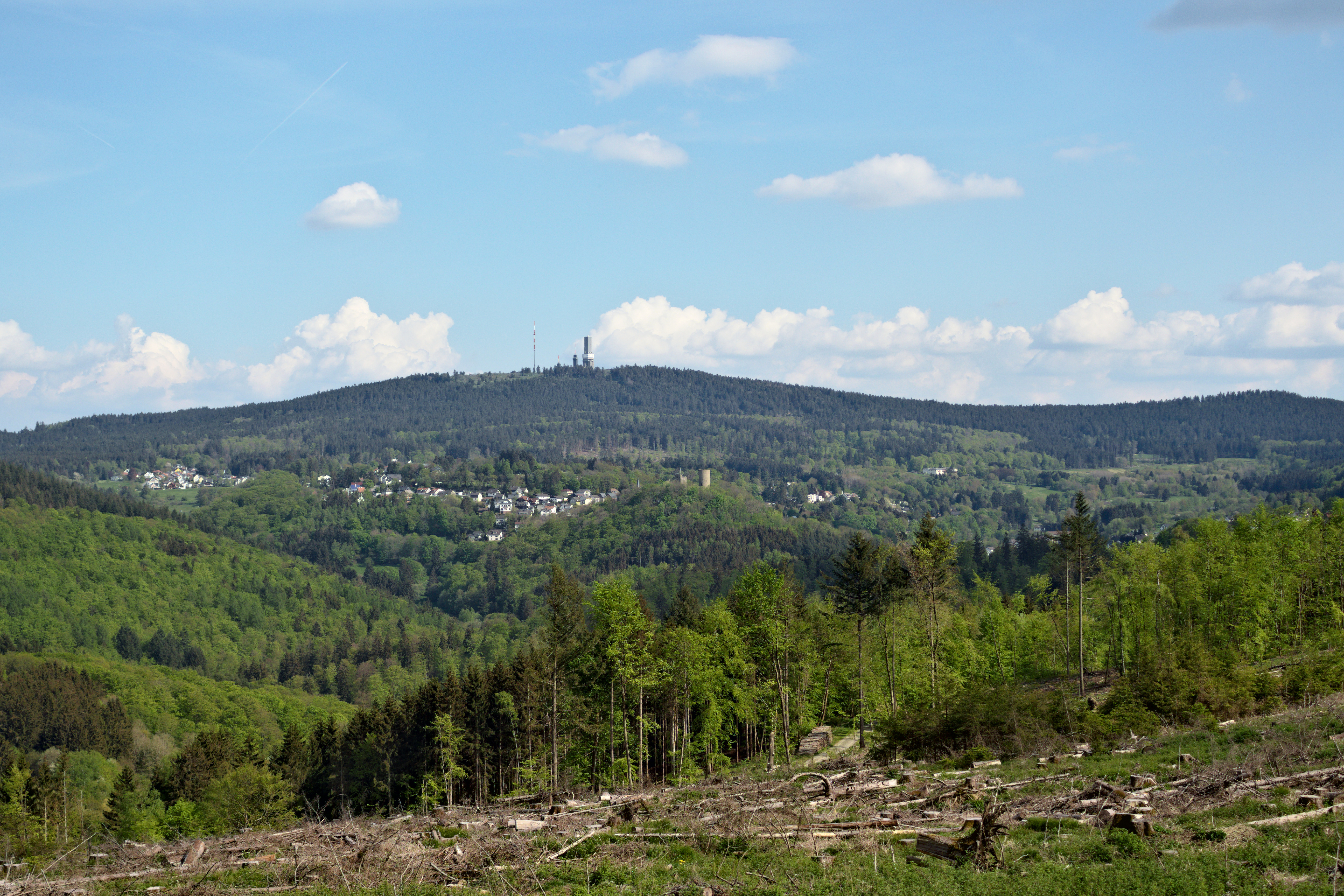
Гросе Фельдберг
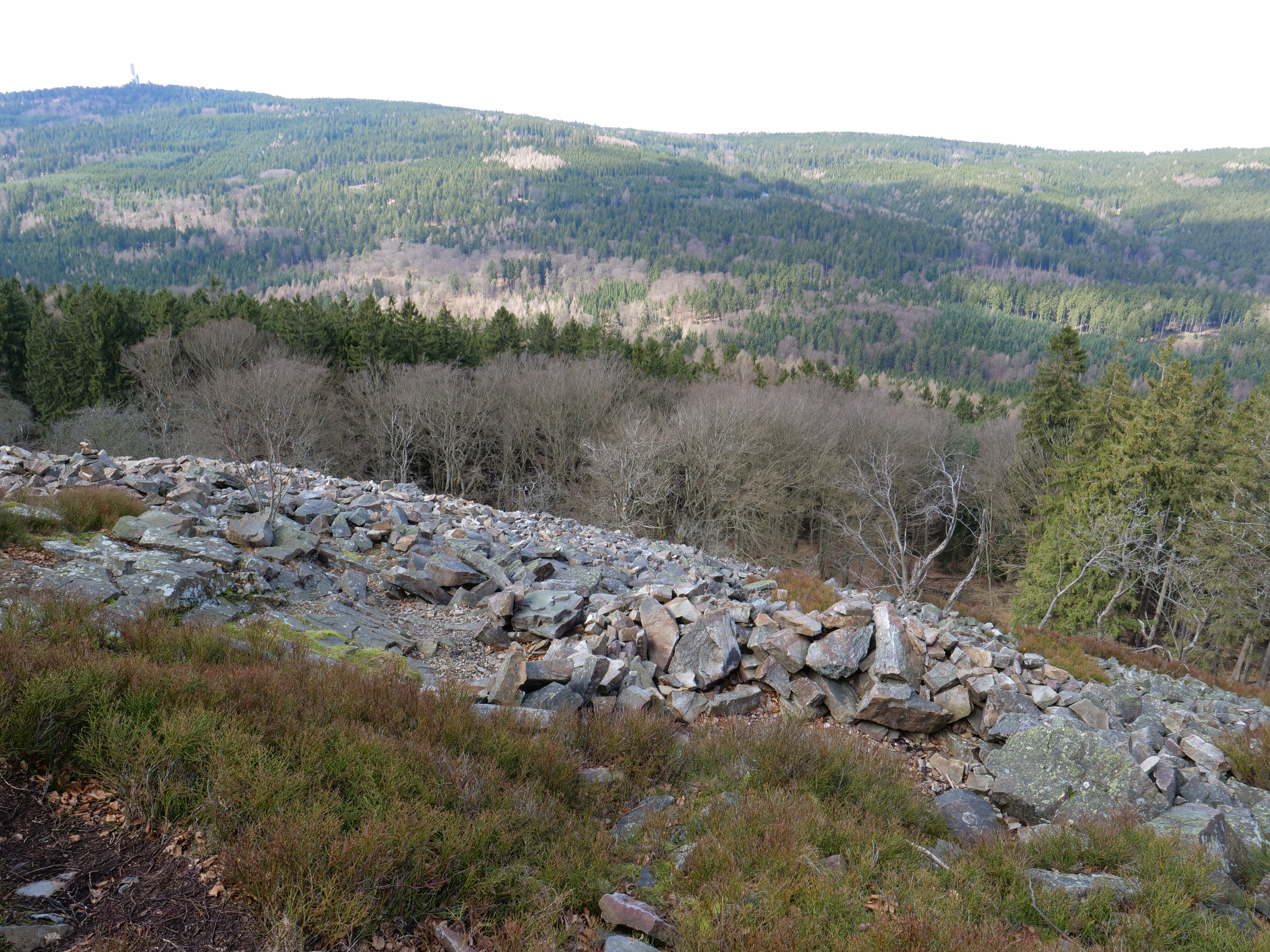
Вайсмауер
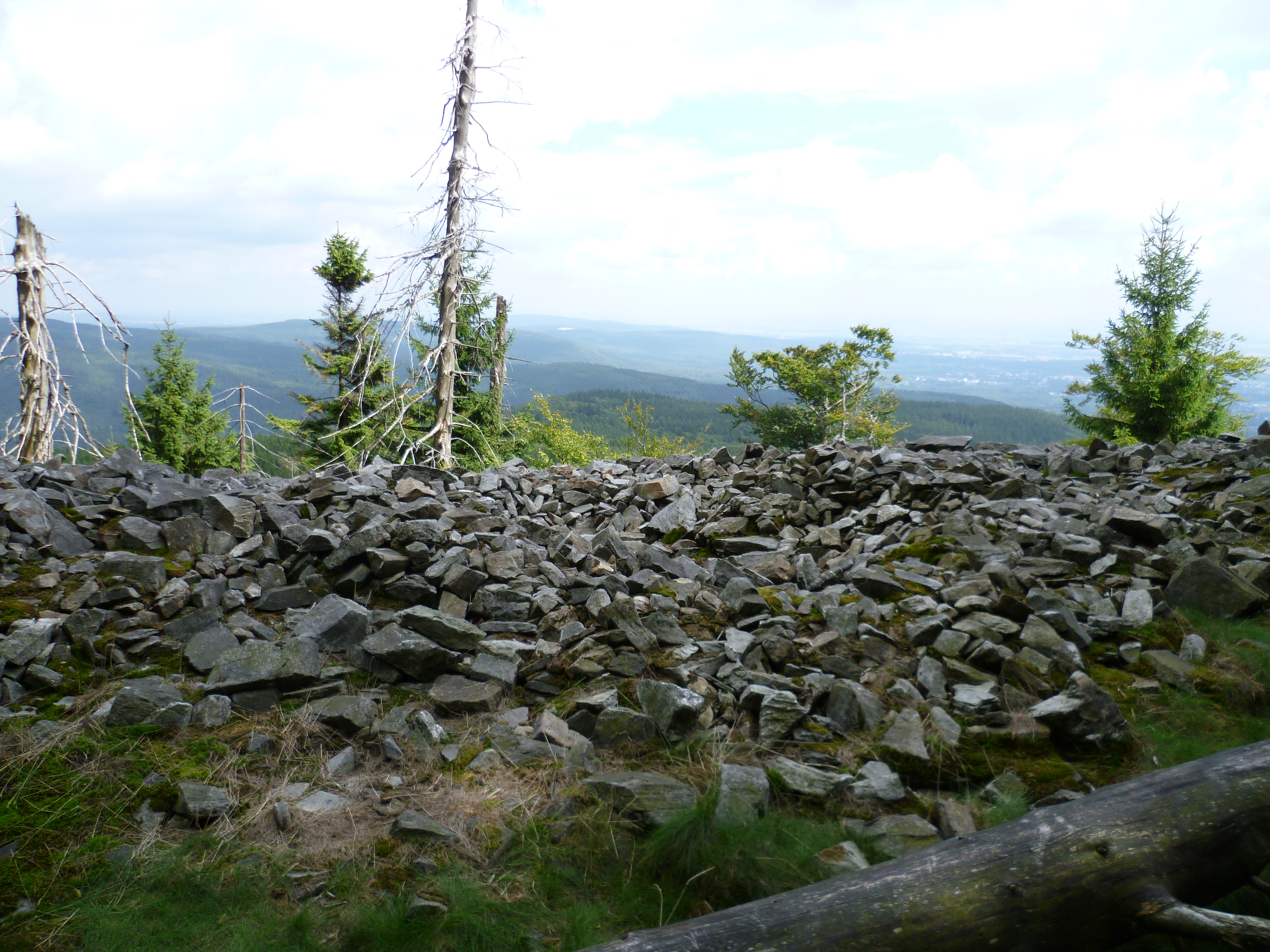
Алькьоніг

## Релігія
- Євангелістський храм (Evangelische Christuskirchengemeinde Oberursel)[9]
- Католицька кірха Святої Урсули[10] Сучасна будівля кірхи Св.Урсули[de] була зведена в кілька будівельних етапів, починаючи з середини XV століття. Це пов'язано з наданням Оберурзелю муніципальних прав у 1444 році.[11]
- Католицький костел Св. Аурея і Юстини (Katholische Kirche St. Aureus und Justina)
- Шпитальна церква Св. Варвари (Hospitalkirche St. Barbara) була побудована за проєктом каменяра Йоганнеса Штрассера під його керівництвом разом з майстром-іммігрантом Андреасом Борцнером з Альгою та Францем Вайзенбахом з Тіролю. Більшість скульптур створив майнцкий скульптор Мартін Бітеріх. 1 липня 1728 року єпископ-помічник Майнца Каспар Адольф Шнернауер освятив церкву.
- Костел Св. Єдвіги (1966 року).

Згідно з переписом 2011 року, 28,4 % жителів були протестантами, 27,7 % римо-католиками і 43,9 % були неконфесійними, належали до іншої релігійної громади або не дали відповіді.

## Міста-побратими
- Епіне-сюр-Сен (Épinay-sur-Seine), Франція з 1964 року
- Урсем (Ursem), нині Коггенланд, Нідерланди з 1972 року.
- Рашмур (Rushmoor), Велика Британія з 1989 року
- Ломоносов (РФ), з 2003 року, з 2004 року, з 4 березня 2022 року партнерство призупинено внаслідок російського вторгнення в Україну.

## Цікаві факти
У 1892 році була заснована моторна фабрика Motorenfabrik під назвою «W. Seck & Co», вона працює і зараз як підрозділ Rolls-Royce.
31 липня 1904 року в Оберурзелі відбулися перші автомобільні перегони на території Німеччини, про що свідить меморіальна дошка .
Тенісний клуб «Oberursel 1901» є одним із найстаріших тенісних клубів у Німеччині.
6 червня 1937 року гауляйтером Шпренгером було відкрито відкритий басейн Oberursel.
З 2009 року Оберурзель також є місцем проведення чемпіонату Німеччини з дуатлону на короткі дистанції.